# Râul Prisaca, Miletin
Râul Prisaca este un curs de apă, afluent al râului Horoghiuca. 